# Sipatosia aetheriopasta
Sipatosia aetheriopasta är en fjärilsart som beskrevs av George Francis Hampson 1926. Sipatosia aetheriopasta ingår i släktet Sipatosia och familjen nattflyn. Inga underarter finns listade i Catalogue of Life.